# Cheongju
Cheongju är den största staden och administrativ huvudort i provinsen Norra Chungcheong i Sydkorea. Folkmängden uppgick år 2019 till cirka 850 000 invånare.
Den nuvarande kommunen bildades genom en sammanslagning 2014 av den dåvarande kommunen Cheongju och grannkommunen Cheongwon-gun.

## Administrativ indelning
Kommunen är indelad i fyra stadsdistrikt (gu) som i sin tur är indelade i stadsdelar (dong), köpingar (eup) och socknar (myeon).
|              | Yta (km²)                | Yta (km²)                     | Yta (km²) | Invånare 31 dec 2019     | Invånare 31 dec 2019          | Invånare 31 dec 2019 |
| ------------ | ------------------------ | ----------------------------- | --------- | ------------------------ | ----------------------------- | -------------------- |
|              | Centrala Cheongju (dong) | Ytterområdena (eup och myeon) | Total     | Centrala Cheongju (dong) | Ytterområdena (eup och myeon) | Total                |
| Cheongwon-gu | 31,98                    | 183,06                        | 215,04    | 104 344                  | 95 994                        | 200 338              |
| Heungdeok-gu | 61,92                    | 136,88                        | 198,80    | 216 896                  | 50 589                        | 267 485              |
| Sangdang-gu  | 37,04                    | 367,32                        | 404,36    | 156 292                  | 23 206                        | 179 498              |
| Seowon-gu    | 22,52                    | 100,11                        | 122,63    | 192 142                  | 14 251                        | 206 393              |
| Total        | 153,46                   | 787,37                        | 940,83    | 669 674                  | 184 040                       | 853 714              |